# NGC 4248
NGC 4248 (również PGC 39461 lub UGC 7335) – galaktyka spiralna z poprzeczką (SBb), znajdująca się w gwiazdozbiorze Psów Gończych. Odkrył ją William Herschel 9 lutego 1788 roku.